# Lepidodexia korytkowiskii
Lepidodexia korytkowiskii är en tvåvingeart som beskrevs av Guilherme A.M.Lopes 1992. Lepidodexia korytkowiskii ingår i släktet Lepidodexia och familjen köttflugor.
Artens utbredningsområde är Peru. Inga underarter finns listade i Catalogue of Life.